# Herpestes
Herpestes Illiger, 1811 è un genere della famiglia degli Erpestidi. Comprende 14 specie di manguste diffuse in Africa, nelle regioni mediterranee sud-orientali, in India, nella penisola indocinese fino alla Cina meridionale e nelle Grandi Isole della Sonda. Si tratta di Erpestidi di piccole o medie dimensioni, con brevi arti pentadattili o tetradattili e artigli non retrattili; mancano di ghiandole perineali e hanno l'ano racchiuso entro una borsa rugosa, spesso nuda e munita di uno sfintere. Il capo è di media grandezza e termina in un muso in genere appuntito; le orecchie sono brevi e rotonde, e il condotto uditivo esterno imbutiforme può essere chiuso per impedire all'acqua o alla sabbia di penetrarvi. I denti sono di norma in numero di 40, ma possono tuttavia ridursi a 38 o 36 in seguito alla caduta di uno o due premolari. Il mantello non presenta mai delle macchie, e la coda è sempre priva di anelli.

## Specie
- Genere Herpestes
  - Herpestes auropunctatus (Hodgson, 1836) - mangusta minore indiana
  - Herpestes brachyurus Gray, 1837 - mangusta dalla coda corta
  - Herpestes edwardsii (Geoffroy Saint-Hilaire, 1818) - mangusta grigia indiana
  - Herpestes flavescens (Bocage, 1889) - mangusta del Kaokoveld
  - Herpestes fuscus Waterhouse, 1838 - mangusta bruna indiana
  - Herpestes ichneumon (Linnaeus, 1758) - mangusta egiziana
  - Herpestes javanicus (Geoffroy Saint-Hilaire, 1818) - mangusta di Giava
  - Herpestes naso de Winton, 1901 - mangusta dal muso lungo
  - Herpestes ochraceus (Gray, 1848) - mangusta giallastra
  - Herpestes pulverulentus (Wagner, 1839) - mangusta grigia del Capo
  - Herpestes sanguineus (Rüppell, 1835) - mangusta rossastra
  - Herpestes semitorquatus Gray, 1846 - mangusta dal collare
  - Herpestes smithii Gray, 1837 - mangusta rugginosa
  - Herpestes urva (Hodgson, 1836) - mangusta cancrivora
  - Herpestes vitticollis Bennett, 1835 - mangusta dal collo striato